# Urząd Nadzoru nad Funduszami Emerytalnymi
Urząd Nadzoru nad Funduszami Emerytalnymi (UNFE) – wyspecjalizowany organ nadzoru nad funduszami emerytalnymi i pracowniczymi programami emerytalnymi utworzony na podstawie ustawy o organizacji i funkcjonowaniu funduszy emerytalnych, jako element reformy emerytalnej, działający w latach 1998–2002. 
W 2002 zlikwidowany wraz z Państwowym Urzędem Nadzoru Ubezpieczeń i zastąpiony Komisją Nadzoru Ubezpieczeń i Funduszy Emerytalnych.
Zarząd UNFE przez cały okres istnienia urzędu nie zmienił się. Prezesem był Cezary Mech, wiceprezesem Paweł Pelc, a dyrektorem generalnym Marek S. Kozłowski.
W 1998–1999 UNFE wydał 21 zezwoleń na utworzenie powszechnych towarzystw emerytalnych i otwartych funduszy emerytalnych.